# Национальное движение за независимость Мадагаскара
Национальное движение за независимость Мадагаскара (МОНИМА, MO.N.I.MA — аббревиатура французского названия организации, Mouvement Nationaliste et Indépendant de Madagascar), «Мадагаскар для малагасийцев» (малаг. Madagasikara otronin’ny Malagasy) — левая политическая партия на Мадагаскаре. Её программой была деколонизация и антиимпериализм (с маоистскими тенденциями в 1960-е годы). Национальный президент партии — Мундза Руиндефу, а её генеральный секретарь — Габриэль Рабеариманана.

## История
МОНИМА — одна из старейших политических партий страны, основанная в июле 1958 года мэром города Тулиара Мундза Дзауной, одним из вдохновителей Мадагаскарского восстания 1947 года и бескомпромиссным националистом. Социальной базой партии была деревенская и городская беднота юга страны, ремесленники, крестьяне и мелкие торговцы. В неё вступили многие левые интеллектуалы, вернувшиеся в 1960-х с учёбы во Франции и недовольных легалистским конформизмом Партии конгресса независимости Мадагаскара.
Партия сыграла значительную роль в волнениях, приведших к свержению президента Филибера Цирананы в 1972 году («Ротака»). Среди прочего, она подняла крестьянское восстание 1 апреля 1971 года. Протестующие атаковали военные и административные центры, надеясь на поддержку в виде оружия и подкреплений из Китая. Но помощь из-за рубежа так и не пришла, и восстание было жёстко подавлено. По разным оценкам, погибли от 50 до 1000 человек, МОНИМА была распущена, а её руководители, в том числе Дзауна, и несколько сотен протестующих, были арестованы и депортированы на остров Нуси-Лава. Ещё один из лидеров партии, Шарль Равуадзанахари, был вынужден покинуть страну в 1971 году и вернулся на следующий год после падения Цирананы. 
После прихода к власти Дидье Рацираки несколько партийных лидеров заняли министерские посты в его правительстве, однако без консультаций со своими однопартийцами, что спровоцировало внутренний кризис в партии. На своём съезде в ноябре 1976 года МОНИМА дистанцировалась от установившегося режима Демократической Республики Мадагаскар, требуя, чтобы Верховный революционный совет во главе с Рациракой не на словах, а на деле претворил в жизнь социалистический выбор, очистив администрацию и по-настоящему организовав «Национальный фронт защиты Революции», как то было предусмотрено в конституции.
В сентябре 1977 года партия раскололась: из неё вышла Социалистическая организация «Национальное движение за независимость Мадагаскара» (В. С. МОНИМА) во главе с председателем Национального бюро партии Дзауной Реманиндри, назвавшая оставшихся в МОНИМА во главе с Мундзой Дзауной «экстремистским крылом, своим отказом поддерживать Хартию малагасийской социалистической революции поставившей себя вне рамок легальности». Новая партия, в которую перешло две трети членов прежней, вернулась в Национальный фронт защиты Революции во главе с правящей партией Авангард Малагасийской революции и заняла позиции, близкие к ещё одной составляющей фронта, Партии конгресса независимости Мадагаскара. Как и последняя, пыталась сотрудничать с зарубежными коммунистическими партиями просоветского толка, в противовес прокитайской «материнской» МОНИМА.
Обе партии требовали полной национализации иностранной частной собственности на средства производства, плановую экономику, кооперирование сельского хозяйства и участие трудящихся в управлении производством, а также за антиимпериалистическую солидарность. В. С. МОНИМА издавала газету «Фитувиан-царанга» («Классовое равенство»).
На выборах 2007 года МОНИМА заключила союз с партиями Тамбатра («Союз») и Манаувасуа, известный как TMM, в противовес правящей партии TIM. После выборов в Национальное собрание 23 сентября 2007 года она больше не представлена в парламенте.